# Jean Le Veneur
Jean Le Veneur (ur. w Normandii, zm. 7 sierpnia 1543 w Marle) – francuski kardynał.

## Życiorys
Urodził się w Normandii jako syn Philippe°a Le Veneur i Marie Blosset. W młodości był archidiakonem w Lisieux i kanonikiem kapituły w Paryżu. 27 czerwca 1505 roku został wybrany biskupem Lisieux, a 24 sierpnia przyjął sakrę. Od 1516 roku był członkiem francuskiej Rady królewskiej, a dziesięć lat później został jałmużnikiem królewskim. Był jednym z współorganizatorów wyprawy Jacques’a Cartiera do Kanady. 7 listopada 1533 roku został kreowany kardynałem prezbiterem i otrzymał kościół tytularny San Bartolomeo all’Isola. Sześć lat później zrezygnował z zarządzania diecezją. Uchodził za zaufanego doradcę Franciszka I. Zmarł 7 sierpnia 1543 roku w Marle.